# Arwa Abouon
Arwa Abouon, née en 1982 en Libye et morte en 2020 au Québec, est une photographe libyenne et canadienne.

## Biographie
Née à Tripoli, en Libye, en 1982, Arwa Abouon est d'origine amazighe. Elle immigre au Canada avec sa famille en 1983, par suite de recrutement de jeunes hommes par le régime de Mouammar Kadhafi. Son père, Mustafa Muhammad Abouon (1940-2013), craignait pour la sécurité de ses fils. Arwa Abouon étudie à l'Université Concordia de Montréal, au Québec jusqu'en 2007, où elle se spécialise dans le design artistique et la photographie.
Son travail comme photographe s'inspire fortement de son expérience en tant que femme musulmane vivant en Occident et incorpore souvent des coutumes, des vêtements et des icônes islamiques traditionnels aux côtés de symboles de la culture occidentale,. Elle explique que le but de son travail est d’obtenir « une appréciation plus fine de la culture islamique en déplaçant l'accent des questions politiques vers une célébration poétique des fondements de la foi ».
Les œuvres d'Arwa Abouon ont été exposées dans des galeries au Canada, aux États-Unis, en Europe, en Asie et au Moyen-Orient. Son diptyque Mirror Mirror / Allah Allah remporte le deuxième prix à la 26e biennale d'Alexandrie pour les pays méditerranéens en 2014,. L'œuvre, qui montre Arwa Abouon et son reflet dans un miroir vêtue d'un voile, et sans voile vêtue à l’occidentale, n’est pas dépourvue d’un certain humour. La référence humoristique, dans le titre, au célèbre conte de Blanche-Neige des frères Grimm (adapté en 2012 au cinéma sous le titre de Mirror, Mirror), traduit le questionnement de l’artiste sur ses identités, son ascendance familiale et culturelle, et son cheminement à cheval entre deux cultures. Une autre œuvre de cette même année 2012, I’m Sorry / I Forgive You, montre des photos de ses parents : à droite, la mère, voilée, embrasse son mari sur le front ; à gauche, le mari embrasse de même sa femme sur le front. Des motifs géométriques évoquant l’art islamique recouvrent les habits du couple et constituent également le décor.
Elle décède à Montréal en juin 2020, à 38 ans,.